# Коллін Мак-Каллоу
Коллін Мак-Ка́ллоу—Робінсон (англ. Colleen McCullough, 1 червня 1937, Веллінгтон — 29 січня 2015, острів Норфолк, Австралія) — австралійська письменниця, відома як авторка роману «Ті, що співають у терні» (1977).

## Біографія
Коллін Мак-Каллоу народилася 1 червня 1937 року в Австралії, в місті Веллінгтоні (Новий Південний Уельс) в родині Джеймса і Лори Маккалоу. Мати Коллін була родом з Нової Зеландії, серед її предків були вихідці з племені маорі, корінного населення Нової Зеландії. Сім'я Мак-Каллоу часто переїжджала, осівши нарешті в Сіднеї. Коллін багато читала і малювала і навіть писала вірші. Під впливом батьків Коллін вибрала медицину як майбутню професію. Вона вчилася в Університеті Сіднея, де обрала спеціалізацію нейропсихологія. Після закінчення університету працювала в Королівській лікарні Північного узбережжя (Royal North Shore Hospital). У 1963 році Коллін Мак-Каллоу переїхала до Лондона. З 1967 по 1976 Макаллоу займається науковою та викладацькою діяльністю у відділенні нейропсихології Єльської медичної школи при Єльському університеті.
У 1974 році був опублікований дебютний роман Коллін Мак-Каллоу «Тім», а через три роки вийшов знаменитий роман «Ті, що співають у терні» — книга стала міжнародним бестселером, була перекладена більш ніж 20-ма мовами й принесла авторці визнання та славу.
З кінця 1970-х років проживала на острові Норфолк.
Коллін Мак-Каллоу померла 29 січня 2015 року від ниркової недостатності у віці 77 років.

## Книги
- Тім (Tim, 1974) — про стару діву і розумово відсталого юнака
- Ті, що співають у терні (The Thorn Birds, 1977) — сага про життя трьох поколінь австралійців
- Непристойна пристрасть (An Indecent Obsession, 1981) — про військовий госпіталь
- Символ віри третього тисячоліття (A Creed for the Third Millennium, 1985) — фантастика про любов і месіанство
- Леді з Міссалонгі (The Ladies of Missalonghi, 1987) — три дами в маленькому австралійському містечку
- Пісня про Трою (The Song of Troy, 1998) — оповідання про облогу Трої з уст десятка учасників легендарних подій
- The Courage and the Will: The Life of Roden Cutler VC (1999) — біографія Родена Катлера (1916—2002), австралійського дипломата і губернатора Нового Південного Уельсу Австралії.
- Шлях Моргана (Morgan's Run, 2000)
- Дотик (The Touch, 2003) — історія шотландського австралійця Олександра Кінросс, його дружини, коханки і їх дітей
- Янголятко (Angel Puss, 2004) — молодша дочка йде з дому і знімає квартиру в районі червоних ліхтарів Сіднея
- Увімкнути. Вимкнути. (On, Off, 2006) — детектив, головним героєм якого є Кармайн Дельмоніко
- Незалежність міс Мері Беннет (The Independence of Miss Mary Bennet, 2008) — продовження класичного роману «Гордість і упередження» Джейн Остін: версія життя однієї з сестер Беннет — Мері, що стала суфражисткою.
- Забагато вбивств (Too Many Murders, 2010) — другий роман з серії про капітана Дельмоніко.
- Неприхована жорстокість (Naked Cruelty, 2010) — третій роман з серії про капітана Дельмоніко.
- Життя без свердл (Life Without the Boring Bits, 2011) — автобіографія Коллін Мак-Каллоу.
- Блудний син (The Prodigal Son, 2012) — четвертий роман з серії про капітана Дельмоніко.
- Плотський гріх (Sins of the Flesh, 2013) — п'ятий роман з серії про капітана Дельмоніко.

### «Владики Риму» (Римська серія)
1. Перша людина в Римі (1990) — про перші успіхи Марія і Сулли часів війни з Югуртой, про нашестя кимврів і змову Сатурнін (110—100 рр. до н. е.)
2. Вінець з трав (Битва за Рим) (1991) — про Союзницької війні Риму і боротьбу Сулли з Марієм (98 — 86 рр. до н. е.)
3. Фаворити Фортуни (1993) — про становлення на політичній арені Цезаря, Помпея, диктатуру Сулли і повстання Спартака. (83 — 69 рр. до н. е.)
4. Жінки Цезаря (1996) — про піднесення Помпея, перше консульство Цезаря і смерть Красса. (68 — 58 рр. до н. е.)
5. З волі долі (Цезар) (1997) — про війну з галлами і боротьбу Помпея і Цезаря. (54 — 48 рр. до н. е.)
6. Жовтневий кінь (2002) — про перемогу Цезаря над республіканцями, отримання ним довічного диктаторства і його вбивство, становлення Октавіана; створення тріумвірату Октавіана, Антонія і Лепід, боротьбу тріумвірів проти Брута і Кассія.
7. Антоній і Клеопатра (2007) Про кохання Клеопатри і Антонія. Перемогу Октавіана над Антонієм. Смерть Антонія і Клеопатри.

## Екранізації
- «Тім» (1979) — австралійський фільм за однойменним романом. У головних ролях Мел Гібсон і Пайпер Лорі.
- «Ті, що співають у терні» (1983) — американський мінісеріал за однойменним романом з Річардом Чемберленом і Рейчел Ворд в головних ролях, а також з Барбарою Стенвік у ролі Мері Карсон та Джин Сіммонс у ролі Фіони Клірі.
- «Непристойна пристрасть» (1985) — австралійський фільм за однойменним романом. У головних ролях Гері Світ і Венді Г'юз.
- «Ті, що співають у терні: Втрачені роки» (1996) — американсько-австралійський телефільм. У ролі отця Ральфа — Річард Чемберлен, у ролі Меггі — Аманда Доног'ю.
- «Мері і Тім» (1996) — американський телефільм за романом «Тім». У головних ролях Кендіс Берген і Том Маккарті.